# بول ريفيه
بول ريفيه (7 مايو 1876 - 21 مارس 1958) (بالفرنسية: Paul Rivet)‏ إثنوغرافي فرنسي، مُؤسّس متحف الإنسان في عام 1937.

## النشأة والدراسة
ولد بول ريفيه في بلدية (Wasigny) بإقليم الأردين سنة 1876. درس في مدرسة ليون لخدمة الصحة العسكرية التي تخرج منها طبيبًا في عام 1897.

## مساره
في عام 1901، عرض عليه مُرافقة البعثة الجيوديسية الفرنسية، التي ذهبت إلى الإكوادور لاستئناف الأعمال التي نفذت من 1735 إلى 1745، من قبل شارل ماري دي لا كوندامين ولويس غودين وبيير بوجيه لقياس قوس خط الطول (Arc de méridien) عند درجة قربه من خط الاستواء. في نهاية هذه المهمة، بقي ريفيه في أمريكا الجنوبية لمدة 6 سنوات، يراقب سكان الوديان بين بلدان الأنديز. ثم شارك في خدمة الأعمال الفرنسية في الخارج (Service des œuvres françaises à l’étranger).
عند عودته إلى باريس، تم تعيينه مساعدا في المتحف الوطني للتاريخ الطبيعي في باريس، نُشرت ملاحظات ريفيه عن أمريكا الجنوبية بالاشتراك مع تلك التي كتبها رينيه فيرنو (René Verneau)، في جزأين، بين عامي 1912 و1922، تحت عنوان «الإثنوغرافيا القديمة في الإكوادور».
في عام 1926، شارك ريفيه في تأسيس معهد علم الأعراق في جامعة باريس وأصبح أمينه العام مع مارسيل موس. في عام 1928، خلف رينيه فيرنو كمدير لمتحف علم الأعراق (تروكاديرو)، الملحق بالمتحف الوطني للتاريخ الطبيعي، الذي تعهد به لإعادة تنظيمه بمساعدة جورج هنري ريفيير. في عام 1937، أصبح متحف علم الأعراق (تروكاديرو) متحف الإنسان وانتقل إلى قصر دي تشايلو (palais de Chaillot)، الذي أقيم بمناسبة معرض باريس الدولي (1937).
عاد إلى باريس سنة 1945، وواصل أبحاثه بخصوص أمريكا الجنوبية. قدّمت أعماله اللغوية عناصر جديدة إلى اللغة الأيمرية ولغة كتشوا.
قاده ارتباطه بأمريكا اللاتينية إلى تأسيس المعهد الفرنسي للدراسات البرازيلية العليا رُفقة بول دوارتي (Paul Duarte)، كما اقتتح سنة 1954 معهد الدراسات العليا لأمريكا اللاتينية في السوربون.

## المجال السياسي
انخرط ريفيه في السياسة، حيث انزعج من صعود الفاشية في أوروبا خلال الثلاثينيات. خلال أزمة 6 فبراير 1934، كان أحد مؤسسي لجنة اليقظة الفكرية لمناهضي الفاشية، وهي منظمة مناهضة للفاشية تم إنشاؤها في أعقاب أعمال شغب واسعة النطاق في باريس، وكان ريفيه قائدًا في المقاومة الفرنسية للاحتلال النازي. نجا بصعوبة من الاعتقال والإعدام من قبل النازيين.

## المجال اللساني
اشتهر ريفيه بتصنيفه للغات أمريكا الجنوبية، حيث اقترح 77 عائلة لغوية وحوالي 1240 لغة ولهجة. أدرج جون ألدن ماسون وطالبه السابق تشيستمير لوكوتكا (Čestmír Loukotka) معظم أعماله المتعلقة بتصنيف اللغة.

## نظرية الهجرة
تؤكد نظرية ريفيه أن آسيا كانت أصل الشعوب الأصلية في الأمريكتين. وقد اقترح أيضًا أن الهجرة إلى أمريكا الجنوبية تم إجراؤها من أستراليا قبل حوالي 6000 عام، ومن ميلانيزيا إلى حد ما في وقت لاحق. تم نشر Les Origines de l'Homme Américain («أصول الرجل الأمريكي») في عام 1943، وتتضمن الحجج اللغوية والأنثروبولوجية التي تدعم أطروحته.

## وفاته
توفي سنة 1958، ودُفن في مقبرة بير لاشيز.

## روابط خارجية
- بول ريفيه على موقع الموسوعة البريطانية (الإنجليزية)